# Max Büdinger
Max Büdinger, född 1 april 1828 i Kassel, död 22 februari 1902 i Wien, var en tysk-judisk historiker.
Büdinger blev 1861 professor i historia i Zürich, övergick till kristendomen och verkade som professor i Wien 1872-1899. Han var lärjunge till Leopold von Ranke och ägnade sina första arbeten åt kritiska undersökningar i äldre böhmisk och bayersk historia. I striden om den tjeckiska Königinhofhandskriften uppträdde Büdinger emot denna urkunds förmenta äkthet (Die Königinhofer Handschrift, 1859). Senare forskningar gav honom rätt.

## Övriga skrifter i urval
- Zur Kritik altböhmischer Geschichte (1857)
- Oesterreichische Geschichte bis zum Ausgang des 13:ten Jahrhunderts (band 1, 1858)
- Die Normannen und ihre Staatengründungen (i Heinrich von Sybels "Historische Zeitschrift", 1864)
- Die Universalhistorie im Alterthum (1895)
- Die Universalhistorie im Mittelalter (1898)